# Lady Macbeth du district de Mtsensk
Леди Макбет Мценского уезда

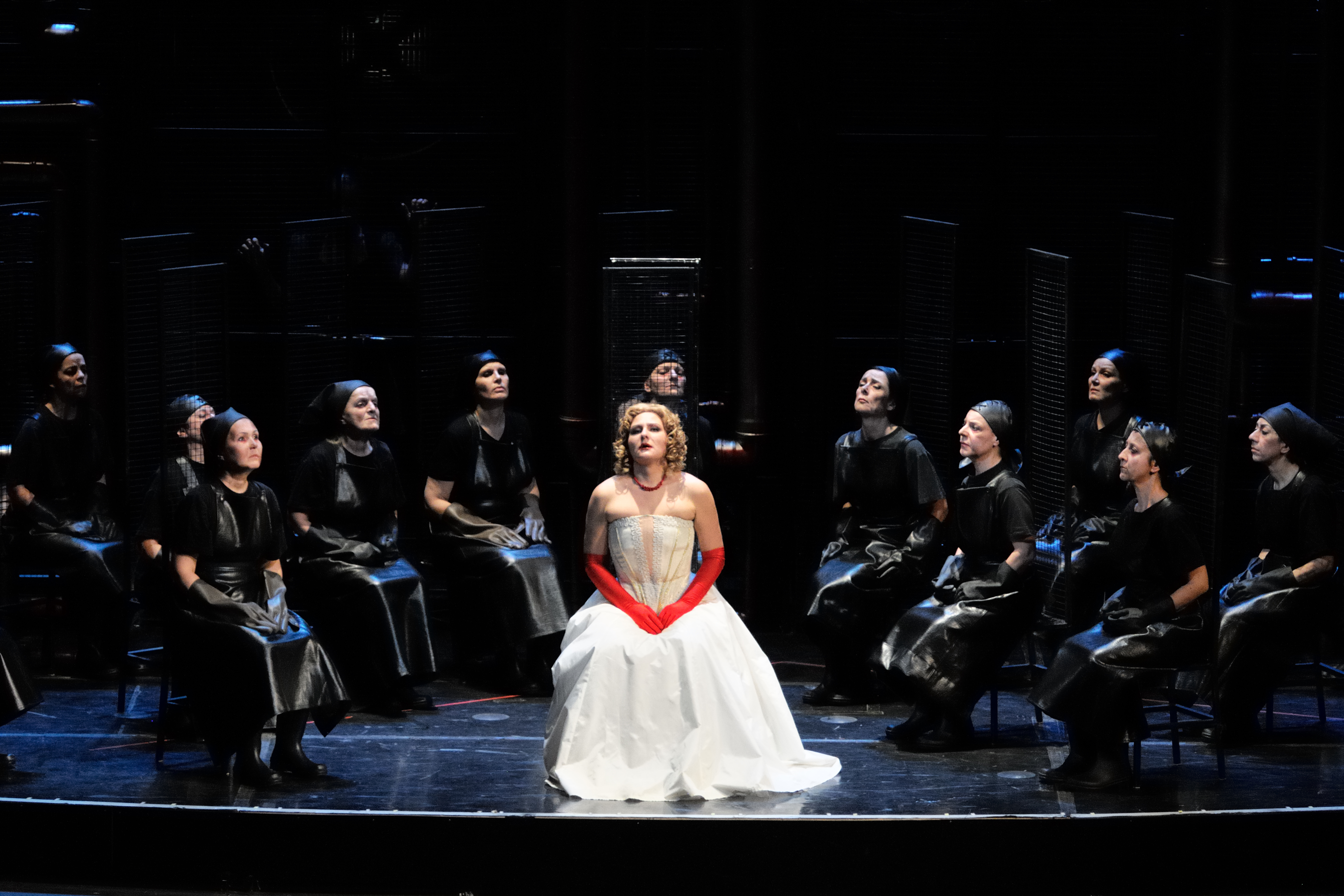
Lady Macbeth du district de Mtsensk au Teatro comunale de Bologne, décembre 2014, avec Svetlana Sozdateleva dans le rôle de Katerina Lvovna Izmailova, mise en scène Dmitri Bertman (opéra Hélikon, Moscou).

Pour l’article homonyme, voir Lady Macbeth du district de Mtsensk (roman).
Lady Macbeth du district de Mtsensk, parfois plus simplement Lady Macbeth de Mtsensk (en russe : Леди Макбет Мценского уезда), est un opéra en quatre actes de Dmitri Chostakovitch sur un livret d'Alexandre Preis et du compositeur, inspiré de Lady Macbeth du district de Mtsensk de Nikolaï Leskov. L'opéra fut créé le 22 janvier 1934 au théâtre Maly de Léningrad et joué simultanément à Moscou au Théâtre d'art de Constantin Stanislavski et de Vladimir Nemirovitch-Dantchenko. Création française dans la version révisée et en français à Nice sous le titre Katerina Izmaïlova en avril 1964, direction par Jean Périsson avec Jean Giraudeau. L'opéra était dédié à la première femme du compositeur, la physicienne Nina Varzar.
Après un succès initial, Lady Macbeth du district de Mtsensk fut ensuite dénigré par les autorités soviétiques. Chostakovitch se trouva dans l'interdiction de jouer l'œuvre pendant 30 ans, après quoi il remania l'opéra et le fit paraître sous le titre de Katerina Ismailova (Катерина Измайлова, op. 114). La nouvelle version quelque peu édulcorée fut composée en 1958 et créée en 1962 à Moscou. C'est la version originale qui est la plus souvent jouée.
L'histoire est celle d'une jeune femme esseulée dans la Russie profonde du XIXe siècle. Elle tombe amoureuse d'un employé de son mari, marchand aisé, mais impuissant (ou du moins stérile) et est finalement poussée au meurtre et au suicide.

## Histoire de l'œuvre

### Genèse
Le projet initial de Chostakovitch était d'écrire une trilogie consacrée au sort de la femme russe à différentes époques. Katerina Ismaïlova, la Lady Macbeth du premier opéra, devait représenter la femme du XIXe siècle vivant sous la tyrannie des tsars et d'une société fortement patriarcale, tandis que le dernier volet de la trilogie devait être un hymne à la femme soviétique. Mais les déboires que rencontra l'opéra finirent par convaincre Chostakovitch de renoncer à ce projet.
Chostakovitch commença à travailler sur cet opéra le 14 octobre 1930 et l'acheva deux ans plus tard, le 17 décembre 1932. Le récit de Leskov dont il s'inspira prenait lui-même sa source dans un fait divers : une femme avait assassiné de façon atroce son beau-père vieillissant pour hâter l'héritage. Leskov avait enrichi cette intrigue ténue en lui ajoutant des personnages, notamment ceux de Sergueï, l'amant de l'héroïne, et de son jeune neveu Fiodor et en avait tiré un récit bref, précis et puissant. Chostakovitch et Preis modifièrent à leur tour le récit de Leskov en supprimant le meurtre du jeune Fiodor, propre à aliéner la sympathie que le spectateur peut éprouver pour l'héroïne, Katerina. Le compositeur tenait en effet à ce qu'elle apparaisse comme un personnage à la nature complexe, tragique, et en aucune manière dépourvue de sentiments.

### Une «tragédie satirique»
L'originalité de l'opéra tient à un mélange de drame élevé et de farce de bas étage, exprimé à travers une musique oscillant adroitement entre une éloquence tragique, notamment au dernier acte, et une verve caustique typique de Chostakovitch.

### Condamnation par Staline
Très bien reçue des critiques « réalistes » comme « avant-gardistes », des dignitaires du parti comme du public, l'œuvre déplut cependant à Staline lorsqu'il assista à une représentation en janvier 1936. Un article non signé de la Pravda du 28 janvier 1936, intitulé « Le chaos remplace la musique », contenait une condamnation sans appel de l'opéra de Chostakovitch : « flot de sons intentionnellement discordants et confus », « chaos gauchiste remplaçant une musique naturelle, humaine », « montrant sur scène le naturalisme le plus grossier ».
Chostakovitch pensait que Staline lui-même était l'auteur de l'article, sinon son rédacteur direct. La crudité de certaines scènes sexuelles (le « naturalisme grossier » de l'article), soulignée par la musique, irrita Staline. Les protagonistes, livrés à la luxure et assassins, étaient peu compatibles avec son souci de promouvoir la famille soviétique. De même, le thème de l'opéra, à savoir la prise en main de son propre destin par une femme jusqu'ici passive, n'avait rien pour plaire au dictateur. Enfin, l'esthétique expressionniste de l'œuvre s'accordait mal avec la préférence de Staline pour une musique « simple et accessible à tous », condition d'élévation du niveau culturel du peuple soviétique. La musique de Chostakovitch fut condamnée par le Parti communiste de l'Union soviétique au début de l'année 1936. Lady Macbeth de Mtsensk resta interdit en Union soviétique du vivant de Staline.

### L'après-Staline
Après la mort de Staline et avec les débuts de la déstalinisation, Chostakovitch reçut la proposition de remanier son livret. Il le rebaptisa Katerina Ismaïlova en l'édulcorant. Cette nouvelle version fut donnée le 26 décembre 1962 à Moscou, alors que dès 1959 l'opéra de Düsseldorf avait repris la version d'origine.
Chostakovitch préférait la version remaniée, mais depuis sa mort c'est la version originale, l'opus 29, qui est jouée le plus souvent.

## Personnages
| Boris Timoféiévitch Ismaïlov                               | négociant             | basse chantante |
| Zinovy Borissovitch Ismaïlov                               | son fils              | ténor           |
| Katerina Lvovna Ismaïlova                                  | épouse de Zinovy      | soprano         |
| Sergueï                                                    | ouvrier des Ismaïlov  | ténor           |
| Aksinia                                                    | servante des Ismaïlov | soprano         |
| Le Balourd miteux (Задрипанный мужичок)                    | employé des Ismaïlov  | ténor           |
| Un Serviteur                                               | employé des Ismaïlov  | basse           |
| Le Portier                                                 | employé des Ismaïlov  | basse           |
| Premier ouvrier                                            | employé des Ismaïlov  | ténor           |
| Deuxième ouvrier                                           | employé des Ismaïlov  | ténor           |
| Le pope                                                    |                       | basse           |
| L'inspecteur de la police                                  |                       | basse           |
| Le nihiliste local (Местный нигилист)                      |                       | ténor           |
| Un policier                                                |                       | basse           |
| Un vieux forçat                                            |                       | basse           |
| Sonyetka                                                   | une prisonnière       | contralto       |
| Une prisonnière                                            |                       | soprano         |
| Un sergent                                                 |                       | basse           |
| Une sentinelle                                             |                       | basse           |
| Le Fantôme de Boris Timoféiévitch                          |                       | basse           |
| Chœur (ouvriers, policiers, invités, bagnards et détenues) |                       |                 |

## Argument
Katerina Ismaïlova, pour échapper à un mariage sans amour et pour vivre avec son amant, un paysan du nom de Sergeï, tue son beau-père et son mari. Ses crimes découverts, ils sont tous deux envoyés en Sibérie. Jalouse de la femme que Sergeï convoite, elle l'entraîne dans la Volga où elles se noient.

### Acte I

#### Premier tableau
Katerina Ismaïlova se plaint de son existence monotone. Son beau-père, Boris, entre et demande s'il y aura des champignons pour le dîner; il reproche à Katerina de ne pas encore avoir d'enfant et de ne pas être assez empressée auprès de son mari. Il se retire en ordonnant de préparer du poison pour les rats. Le mari de Katerina, Zinovy, entre : une digue a cédé sur le domaine et il doit s'y rendre. Il présente l'ouvrier qu'il vient d'embaucher, Sergueï. Le beau-père contraint Katerina à jurer devant l'icône, à genoux, fidélité à son mari avant son départ. La cuisinière Aksinya nous informe que Sergueï, bel homme et séducteur impénitent, s'est fait renvoyer de son ancienne place pour avoir séduit la femme du maître.

#### Deuxième tableau
Les employés de Zinovy s'amusent à tourmenter Aksinya qui, coincée dans un tonneau, appelle au secours. Sergueï domine le jeu. Katerina arrive et prend la défense de la servante et des femmes en général. Sergueï lui propose de se battre; elle accepte, et ils roulent par terre quand arrive le beau-père. Katerina raconte qu'elle est tombée et que Sergueï est tombé lui aussi en l'aidant à se relever. Boris, furieux, renvoie les ouvriers au travail et menace d'informer Zinovy.

#### Troisième tableau
La nuit, Katerina veille. son beau-père vient lui reprocher de gaspiller la chandelle. Sergueï s'introduit dans la chambre sous le prétexte de chercher un livre. Mais Katerina, qui ne sait pas lire, ne l'a pas. Après un bref dialogue, Katerina tombe dans ses bras.

### Acte II

#### Quatrième tableau
Boris, insomniaque, arpente la cour. Il voit de la lumière chez Katerina et rêve à ce qu'il pourrait faire avec elle s'il était plus jeune. Puis il voit Sergueï et Katerina ensemble. Il arrête Sergueï comme il quitte la chambre et lui administre cinq cents coups de fouet sous les yeux de Katerina. Fatigué, le beau-père fait transporter Sergueï à la cave; il continuera la punition le lendemain. Il réclame à manger; Katerina lui alors propose un reste de champignons. Il envoie chercher son fils qui est à la digue. Katerina apporte les champignons qu'elle a empoisonnés. Boris se plaint bientôt de brûlures. Au lieu d'aller chercher le pope comme le lui demande Boris, Katerina va délivrer son amant. Le mourant se confesse au pope qu'on a fini par envoyer chercher, dénonce sa meurtrière et expire. Katerina détourne les soupçons en pleurant avec conviction la mort de son beau-père.

#### Cinquième tableau
Katerina est couchée avec Sergueï, qui dort. Le fantôme de Boris apparaît à Katerina et la maudit. Elle réveille Sergueï, qui ne voit rien. Ils se rendorment. Quelqu'un vient: c'est Zinovy, le mari de Katerina. Il se fait ouvrir, remarque une ceinture d'homme dans la chambre, accuse sa femme d'adultère et commence à la battre. Sergueï sort de sa cachette et aide Katerina à étrangler son mari. Ils cachent le corps à la cave. Elle annonce à Sergueï qu'elle va l'épouser.

### Acte III

#### Sixième tableau
Katerina, en vêtements de noce, observe l'entrée de la cave, inquiète. Elle part pour l'église avec Sergueï. Le Balourd miteux entre, chantant un hymne à l'ivrognerie. N'ayant plus de vin, il descend à la cave où il espère en trouver. Il en ressort horrifié par la vue d'un cadavre en décomposition.

#### Septième tableau
Le sergent et ses hommes se plaignent de la triste vie de policier. Ils n'ont pas été invités à la noce et cherchent un motif pour aller s'y empiffrer. On amène un maître d'école socialiste qui tient des propos étranges sur Dieu, l'âme humaine et celle des grenouilles. Le Balourd miteux vient informer les policiers de sa macabre découverte. Ragaillardis, ils se précipitent sur les lieux du crime.

#### Huitième tableau
La noce : les invités félicitent les mariés. Katerina remarque que la serrure de la cave a été forcée. Elle avertit Sergueï et ils décident de s'enfuir, mais trop tard: les policiers arrivent, Katerina se livre aussitôt à eux et implore le pardon de Sergueï.

### Acte IV

#### Neuvième tableau
Dans la steppe, les bagnards en route pour la Sibérie chantent un chant nostalgique. Ils s'arrêtent pour la nuit, hommes et femmes séparés. Katerina soudoie le garde pour aller retrouver Sergueï. Celui-ci la reçoit froidement et lui reproche d'avoir causé sa perte. L'ayant chassée, il se rend à son tour auprès de Sonietka, une jeune prisonnière, et lui réclame ses faveurs. Elle ne les lui accordera pas gratuitement, mais contre une paire de bas. Sergueï revient auprès de Katerina et la convainc de lui laisser ses bas. Il les donne à Sonietka. Katerina est désespérée. Elle chante une sombre chanson où il est question d'un lac profond agité de grosses vagues. Les bagnards se remettent en route, et Sonietka vient narguer Katerina. Katerina se précipite dans le fleuve en l'entraînant avec elle. Les bagnards reprennent leur marche et leur chant.

## Instrumentation
Deux flûtes (la deuxième double un piccolo ou une flute contralto), deux hautbois, un cor anglais, deux clarinettes (si, la), une clarinette piccolo, une clarinette basse, deux bassons (le deuxième double un contrebasson), quatre cors, trois trompettes, trois trombones, un tuba, timbales, triangle, un tambourin, cymbales, un carillon tubulaire, un xylophone, un flexatone, un carillon, un célesta, deux harpes, fanfare (cinq cornets dont 2 en si bémol et 3 en mi bémol, deux trompettes, huit tubas dont 2 altos, 2 ténors, 2 barytons et 2 basses ), cordes.

## Discographie
- Le Chœur ambrosien et l'Orchestre philharmonique de Londres dirigés par Mstislav Rostropovitch avec Galina Vichnevskaia, Nicolai Gedda, Dimitar Petkov, Werner Krenn (EMI, 1978).
- Les chœurs et l'Orchestre de l'Opéra Bastille dirigés par Myung-Whun Chung avec Maria Ewing, Sergueï Larine, Philip Langridge, Aage Haugland (Deutsche Grammophon 437 511-2, 1992).

## Vidéographie
- Lady Macbeth of Mtsensk, 2 DVD Opus Arte. Enregistré en juin 2006 à l'opéra d'Amsterdam. Orchestre et chœurs de l'opéra d'Amsterdam. Direction Mariss Jansons. Eva-Maria Westbroek (Katerina), Ludovit Ludha (Zinovy), Anatoli Kotcherga (Boris).
- Katerina Izmailova, film adapté de l'opéra, réalisé en 1967 par Mikhail Shapiro.